# 西安公交5路
西安公交5路由电子南街公交调度站开往火车站，连接了电子城、交大一附院、小寨与大雁塔至火车站一线，日客运量处于3万人次级别，是西安市客流量较大的线路。如今的5路开通于1955年，是老牌知名线路，连续多年被评为服务规范化线路，并获得全国工人先锋号称号。2011年1月全线更空调车后，经多次车辆更新及调动，目前配车为混合动力与纯电动两种，其中38辆纯电动车均为10米级K8系列，单车载客量不如以往，但出车数有所增加，维持了总运力。

## 线路走向

### 调度站
- 主调度站位于南三环电子正街口以西绕城高速桥下的公交停车场内。
- 副调度站位于解放路北口路西的公交火车站起点站群最北端。

### 途经道路
- 5路共经过10条道路，由南往北依次为：电子南街、电子正街、电子二路、青松路、朱雀大街、小寨西路、小寨东路、雁塔北路、和平路、解放路。

### 详细站点
见右侧站牌

### 高峰区间
- 电子南街公交调度站→大雁塔北广场

## 线路历史
- 民国36年（1947年）3月，4路、5路汽车开通，4路自火车站至小南门，5路由钟楼至西稍门。
- 民国后期社会混乱，1948年（民国37年）9月，4路缩为钟楼至小南门，5路停驶。
- 1955年9月24日，汽5路开通，由大差市经大雁塔至小寨。
- 1962年，延伸为大差市至医学院；1970年，延伸为火车站至医学院。
- 1995年10月27日，临时改至吉祥村始发，后又延至省肿瘤医院；11月中旬恢复至医学院。
  - 2000年5路全线更换为空调车，但因空调车票价较高导致客流下降，2001年重新更换为普通车。
- 2003年10月，延伸为紫薇城市花园至火车站。
- 2011年1月13日，全线更换为空调车。
- 2014年3月19日，由紫薇城市花园向南延伸1.5公里至南三环电子正街枢纽站（电子南街公交调度站）。
- 2019年1月29日，不再停靠雁塔西路东口、大雁塔南广场、雁引路三站。

## 车辆配置
5路现配车56部
- KLQ6129GAHEVC5<1602/04>[18]：151144~151148 151424~151442 151446~151456
- CK6100LGEV2<1704/06>[10]：161116~161134
- BYD6100LGEV3<1802>[28]：171022~171040 171122~171156

## 车辆调动
- 2019年5月30日，调入3部，调出5部，配车数减至56部。
  - 调入：30路3部KLQ6129GAHEVC5，151144~151148。
  - 调至：206路5部KLQ6129GAHEVC5，151458 151460 151496 151498 151510。
- 2019年5月21日，调至206路5部KLQ6129GAHEVC5(151500~151508)，配车数减至58部。
- 2019年5月17日，调入204路9部BYD6100LGEV3(171140~171156)，配车数增至63部。
- 2019年5月13日至15日，陆续调入9部，调出6部，配车数增至54部。
  - 调入：204路9部BYD6100LGEV3，171122~171138。
  - 调至：高新5号线6部KLQ6129GAHEVC5，151410 151414 151416 151420~151422，5月14日调动。
- 2019年4月5日，调入10部，调出4部，配车数增至51部。
  - 调入：260路10部CK6100LGEV2，161116~161134。
  - 调至：330路4部KLQ6129GAHEVC5，151400~151404 151408。
- 2018年7月，调入1部，调出1部，配车不变。
  - 调至：205路1部KLQ6129GAHEVC5：151412
  - 调入：205路1部KLQ6129GAHEVC5：151510
- 2018年4月10日，150路开通，抽调2部BYD6100LGEV3(171038 171040)在高峰期运行150路。
  - 非高峰期2部车仍在5路运行。
- 2018年11月24日，150路改为常规线路，原配车正常运行5路。
- 2018年4月，调入1部，调出1部，配车45部。
  - 调入：205路1部KLQ6129GAHEVC5：151508
  - 调至：205路1部KLQ6129GAHEVC5：151444
- 2018年3月，调入5部，调出5部，配车45部。
  - 调至：205路5部KLQ6129GAHEVC5：151406 151418 151494 151508 151510
  - 调入：由205路5部BYD6100LGEV3：171032~040
- 2018年2月，投运5部，调出5部，配车45部。
  - 投运：5部BYD6100LGEV3：171022~171030
  - 调至：高新4号线2部KLQ6129GAHEVC5：151512 151514
  - 调至：608路3部KLQ6129GAHEVC5：151516 151518 151520
- 2016年4月，投运30部，调出30部，配车45部。
  - 投运：30部KLQ6129GAHEVC5：151400~450 151452~458
  - 调至：220路9部DD6129S58：5082~5090
  - 调至：239路21部DD6129S58：5046~5066
- 2016年2月，投运15部，调出15部，配车45部。
  - 投运：15部KLQ6129GAHEVC5：151460 494 498~520
  - 调至：268路15部DD6129S58：5067~5081
- 2011年1月，投运45部，调出45部，配车不变。
  - 投运：45部DD6129S58：5046~5090
  - 调至：30路19部DD6129S21(2007.11)：1061~1079
  - 调至：21路21部DD6129S21(2007.11)：1080~1100
  - 调至：205路5部DD6129S58(2008.08)：5001~5005
- 2008年8月，投运5部DD6129S58(5001~5005)
- 2007年11月25日，投运40部，调出40部调，配车不变。
  - 投运：40部DD6129S21(1061~1100)
  - 调至：30路20部DD6100S02(091~100,386~395)，20部DD6100QS(301~320)。
- 2004年4月，投运10部DD6100S02(091~100)。
- 2003年12月，投运10部DD6100S02(386~395)。
- 2001年12月，投运20部，调出20部，配车不变。
  - 投运：20部DD6100QS(301~310)
  - 调至：29路5部(511 513 514 515 522)，30路11部(507 508 509 510 512 516 517 521 523 524 525)，调至205路4部(506 518 519 520)。
- 2000年6月，投运10部SR6110B2空调车(516~525)。
- 1999年6月，投运10部SR6110B2空调车(506~515)。